# Mallinella hoosi
Mallinella hoosi là một loài nhện trong họ Zodariidae.
Loài này thuộc chi Mallinella. Mallinella hoosi được Kyukichi Kishida miêu tả năm 1935.